# Röyksopp
Röyksopp (også kaldet Royksopp eller Røyksopp) er en elektronisk musikduo fra Tromsø, Norge. Bandets to medlemmer Torbjørn Brundtland og Svein Berge fandt sammen i 1998, og deres debutalbum Melody A.M. udkom i 2001. Navnet Röyksopp er en stiliseret udgave af det norske svampenavn røyksopp ("røgsvamp") - på dansk støvbold.
Berge og Brundtland mødte hinanden gennem en fælles ven i Tromsø. De kunne lide den samme slags film og musik, og de var de begge meget interesseret i elektronik. De begyndte at eksperimentere med forskellige former for elektronisk musik, og de anskaffede sig en trommemaskine for at blive en del af den tidlige elektronisk musikscene i Tromsø, men deres veje skiltes i første omgang. Flere år senere fandt de sammen igen og etablerede Röyksopp, nu som en del af Bergensbølgen. Efter at have eksperimenteret med forskellige former for elektronisk musik fandt de deres lyd og placerede sig på elektronikscenen med udgivelsen af debutalbummet Melody A.M. i 2001.
Röyksopp er fortsat med at eksperimentere med forskellige genrer med tilknytning til elektronisk musik. Stilistisk gør duoen brug af genrer som ambient, house og synthpop. Bandet er også kendt for sine koncerter med øje for detaljerne, hvorunder de ofte har anvendt ret excentriske kostumer.
Siden gruppens debut i 1998 har de opnået succes hos såvel anmeldere som publikum over store dele af verden. Foreløbig har Röyksopp opnået en nominering til en Grammy Award, vundet syv Spellemannpriser, optrådt over hele kloden og udgivet album, der har nået toppen af hitlisterne i en række lande; blandt andet har de opnået førstepladsen i Norge med fire på hinanden følgende album.

## Historie

### Optakten: 1990-1997
Brundtland og Berge var skolekammerater i deres hjemby, Tromsø, hvor de eksperimenterede med elektroniske instrumenter i de tidlige 1990'ere. Duoen optrådte ikke som Röyksopp før mange år senere, da de mødtes igen i Bergen. Byen var på tidspunktet en vital scene for undergrundens elektroniske musik, og bandet arbejdede med andre norske musikere så som Frost, Kings of Conveniences guitarist/sanger Erlend Øye, Those Norwegians og Drum Island i hvad der blev kaldt Bergenbølgen.
I den periode blev de to unge mænd venner med den lidt ældre Geir Jenssen, og han hjalp dem med at danne gruppen Aedena Cycle, hvor også Gaute Barlindhaug og Kolbjørn Lyslo var med. Denne gruppe fik udgivet ep'en Traveler's Dreams. Det lykkedes næsten for Jenssen at overtale Aedena Cycle til at skrive kontrakt med pladeselskabet Apollo, men det endte med, at gruppens medlemmer gik hver til sit.

### De første år: 1998-2000
Nogle år senere fandt Berge og Brundtland igen sammen i Bergen under navnet Röyksopp. De udsendte deres første singler, heriblandt "So Easy", på det lokale uafhængige pladeselskab Tellé. "So Easy" kom også med på debutalbummet, og senere oplevede det en ny popularitet, da det blev brugt i en britisk reklame for et teleselskab.

### Begyndende succes: 2001-2004
Gruppen forlod nu Tellé og fik kontrakt med det britiske pladeselskab Wall of Sound. Efter at have udsendt numrene "Eple" og "Poor Leno" på single udgav duoen i 2001 det første album, Melody A.M., på Wall of Sound. De to singler samt det tidligere nummer "So Easy" var med på albummet, og efterfølgende blev også "Remind Me" og "Sparks" udsendt som singler. Nummeret Apple Inc. fik licens til at bruge "Eple" som baggrundsmusik i opstartsvideoen til Mac OS X 10.3 (Panther) ("Eple"  betyder "æble" på norsk).
En af grundene til, at gruppen ret hurtigt fik succes, var en række visuelt eksperimenterende musikvideoer, der blev lavet til numrene. Flere af disse modtog forskellige priser og blev spillet heftigt på MTV. Således vandt videoen til "Remind Me", der havde en infografisk stil, som var skabt af det franske firma H5, MTV Europe Music Awards 2002-prisen for bedste musikvideo. Ved samme anledning var gruppen også nomineret i tre andre kategorier: "Best Nordic Act", "Best New Artist" og "Best Dance Act". Duoen optrådte med sangen "Poor Leno" ved showet. Et år senere blev duoen nomineret ved Brit Awards i kategorien "Bedste Gruppe", dog uden at vinde.
I disse år vandt Röyksopp også langsomt popularitet i USA. "Remind Me", en af to samarbejder mellem gruppen og Erlend Øye fra Kings of Convenience, blev brugt i en reklame for bilforsikringsselskabet Geico. I samme periode fik Röyksopp også henvendelse om at lave musik til filmen The Matrix Reloaded, men de afslog dette.

### The Understanding: 2005-2008
Röyksopps andet studiealbum blev udsendt 12. juli 2005 efter at singlen "Only This Moment" var udkommet et par uger forinden. Videoen til singlen indeholder klip fra optøjerne i Paris maj 1968 sammen med en række propaganda-klip. Senere udkom singlerne "49 Percent", "What Else Is There?" (sidstnævnte med vokal af Karin Dreijer "Fever Ray" Andersson fra The Knife), som blev det største hit fra albummet med bl.a. en fjerdeplads i Norge, samt "Beautiful Day Without You". En single, "Curves", der ikke var på albummet, udkom også i 2005.
Efter successen med Melody A.M. fulgte The Understanding op og blev et stort hit flere steder i Europa. I hjemlandet nåede det førstepladsen og i Storbritannien blev det nummer 13. Også i USA var der interesse for albummet, der blandt andet nåede andenpladsen på Top Electronic Albums-listen. Efter udsendelsen af The Understanding blev rettighederne til flere af Röyksopps singler solgt til film. "What Else Is There?" spilles således i en scene i den amerikanske film Meet Bill og under slutteksterne i den britiske film Cashback, og "Circuit Breaker" indgår i snowboard-filmen Picture This fra 2007.
19. juni 2006 udsendte gruppen live-albummet Röyksopp's Night Out. Blandt dette albums ni numre finder man blandt andet en nyfortolkning af Queens of the Stone Ages nummer "Go with the Flow". Det følgende år, 5. marts 2007, udsendte de albummet Röyksopp: Back to Mine, et album i Back to Mine-serien, med nogle af deres favoritnumre med andre musikere i remix-udgaver af Brundtland og Berge. Blandt albummets numre var også et enkelt af deres egne, "Meatball", udgivet under pseudonymet Emmanuel Splice. Svein Berge var med i komiteen til fejring af Grieg-året,  en markering af 100-året for den berømte komponists død. 
Den 15. december 2008 var den officielle tiårsdag for dannelsen af Röyksopp, hvilket gruppen fejrede med udsendelsen af nummeret "Happy Birthday", som kunne downloades gratis fra gruppens hjemmeside.

### JuniorogSenior: 2009-2011
Den 23. marts 2009 udsendte gruppen sit tredje studiealbum, Junior, som blandt andet affødte singlen "Happy Up Here". Dette nummer blev første gang spillet på Pete Tongs radioprogram på BBC Radio 1 9. januar samme år og officielt udsendt en uge inden albummets udsendelse. Musikvideoen til nummeret er lavet af Reuben Sutherland og indeholder blandt andet indslag fra det gamle arkadecomputerspil Space Invaders. Såvel nummeret som videoen fik god modtagelse af både publikum og anmelderne.
En anden single fra albummet var "The Girl and the Robot", der blev udsendt i juni 2009 og havde den svenske sangerinde Robyn i den vokale forgrund. Såvel vinyl- som download-udgaven af dette nummer indeholder remix af sangen af Kris Menace, Chateau Marmont og Spencer & Hill. Ved Grammy Awards i 2010 var remixet af Jean Elan af nummeret nomineret i kategorien "Bedste remix, ikke-klassisk". Den tredje single fra Junior blev "This Must Be It", som havde vokal af Karin Dreijer Andersson, og som blev udgivet sammen med remix af nummeret lavet af blandt andet Thin White Duke, LehtMoJoe og Apparat.
Bandet spillede på Roskilde Festival i 2009, og om efteråret samme år afholdt gruppen en konkurrence om at lave det bedste remix af deres nummer, "Tricky Tricky".
Junior var en succes over store dele af kloden. I lighed med gruppens første to studiealbum nåede dette album førstepladsen i Norge, mens den bedste britiske placering blev en 21. plads. Den nåede også på flere af Billboards lister, heriblandt Billboard 200 (som den første udgivelse af Röyksopp), hvor den nåede en placering som nummer 126.
Efterfølgeren til Junior var den mere indadvendte og stille Senior, udsendt i september 2010. Albummet er det første rent instrumentale fra gruppen. Albummet gentog successen fra de foregående album ved at nå førstepladsen i Norge. Den første single fra albummet var "The Drug", der udkom en måned inden albummet.

### Nyeste tid: 2012-
I december 2012 udgav Röyksopp singlen "Running to the Sea" i samarbejde med den norske sangerinde Susanne Sundfør. Nummeret var efter sigende blevet til på blot to dage, hvorpå det blev spillet første gang på norsk tv 28. november 2012. Nummeret blev udsendt på vinyl 16. december 2013 med "Something in My Heart" på B-siden, en sang med Jamie McDermott fra The Irrepressibles. Röyksopp og Sundfør arbejdede også sammen om en coverversion af Depeche Modes "Ice Machine" til albummet Röyksopp: Late Night Tales, et mix-album i Late Night Tales-serien.
14. april 2014 bekendtgjorde Röyksopp, at de indgik i et samarbejde med Robyn om en EP med titlen Do It Again. Et kort stykke af et af pladens fem numre, "Monument", blev udsendt samme dag. Pladen blev udsendt 23. maj samme år. Gruppen fortalte, at en omarbejdet udgave af "Monument" ville komme med på deres næste album. 29. september 2014 meddelte Röyksopp, at deres næste album, som ville få titlen The Inevitable End, ville udforske mørkere emner med fokus på teksterne og i øvrigt ville blive deres sidste LP, selv om de ikke ville holde op med at lave musik. Albummet udkom 7. november 2014. En specialudgave af albummet indeholder nyindspilninger af ældre numre som "Running to the Sea", "Do It Again" og "Monument" samt den originale version af "Something in My Heart". Der var inden udsendelsen af albummet kommet nogle singler fra det. Det gjaldt "Skulls", "Sordid" og den nye version af "Monument". Der kom også nye videoer til "Skulls" og "Monument", og i maj 2015 udkom en video til "I Had This Thing".
I maj 2015 debuterede Röyksopp i en teaterforestilling ved Bergen International Festival. Det var projektet Kafka feat. Röyksopp, som var en komisk moderne fortolkning af Franz Kafkas værker. Samme år lavede gruppen en serie jingler til NRK's nyhedsudsendelser i forbindelse med en fornyelse af konceptet for disse programmer. I 2016 bidrog duoen med nummeret "Bounty Hunters" til albummet Star Wars Headspace, udsendt 19. februar. 9. september 2016 udsendte Röyksopp sammen med Susanne Sundfør en ny sang med titlen "Never Ever".

## Diskografi

### Album
| Titel                      | Dato              | Norge | Australien | Danmark | Frankrig | Holland | Irland | Sverige | Tyskland | UK | USA | Andet     |
| -------------------------- | ----------------- | ----- | ---------- | ------- | -------- | ------- | ------ | ------- | -------- | -- | --- | --------- |
| Melody A.M.                | 3. september 2001 | 1     | -          | -       | 84       | 69      | 18     | 50      | -        | 9  | -   |           |
| The Understanding          | 22. juni 2005     | 1     | 98         | 36      | 45       | 48      | 16     | 7       | 41       | 13 | -   |           |
| Röyksopp's Night Out       | 1. februar 2006   | 8     | -          | 3       | -        | -       | -      | -       | -        | -  | -   | Livealbum |
| Back to Mine               | 5. marts 2007     | 24    | -          | -       | -        | -       | -      | -       | -        | -  | -   | Mixalbum  |
| Junior                     | 23. marts 2009    | 1     | 28         | 17      | 70       | 43      | 52     | 25      | 35       | 21 | 126 |           |
| Senior                     | 8. september 2010 | 1     | 80         | 30      | 128      | 41      | 58     | 17      | 52       | 33 | -   |           |
| Late Night Tales: Röyksopp | 14. juni 2013     | -     | -          | -       | -        | -       | -      | -       | -        | -  | -   | Mixalbum  |
| Do It Again (med Robyn)    | 23. maj 2014      | 3     | 14         | 5       | -        | -       | 23     | -       | 70       | 20 | 14  | Livealbum |
| The Inevitable End         | 10. november 2014 | 2     | 23         | 34      | 137      | 53      | 75     | 50      | 54       | 38 | 103 |           |

### Singler
| Nr.                   | Titel                       | Udgivet         | Andre oplysninger                     | Salg            |                 |
| Fra Melodi A.M.       | Fra Melodi A.M.             | Fra Melodi A.M. | Fra Melodi A.M.                       | Fra Melodi A.M. | Fra Melodi A.M. |
| --------------------- | --------------------------- | --------------- | ------------------------------------- | --------------- | --------------- |
| 1.                    | "So Easy"                   | 1999            | Genudgivet i 2002                     |                 |                 |
| 2.                    | "Eple"                      | 2001            | -                                     |                 |                 |
| 3.                    | "Poor Leno"                 | 2001            | -                                     |                 |                 |
| 4.                    | "Remind Me"                 | 2002            | Genudgivet i 2006                     |                 |                 |
| 5.                    | "Sparks"                    | 2003            | -                                     |                 |                 |
| Ikke fra et album     |                             |                 |                                       |                 |                 |
| 6.                    | "Curves"                    | 2005            | -                                     |                 |                 |
| Fra The Understanding |                             |                 |                                       |                 |                 |
| 7.                    | "Only This Moment"          | 2005            | -                                     |                 |                 |
| 8.                    | "49 Percent"                | 2005            | -                                     |                 |                 |
| 9.                    | "What Else Is There?"       | 2005            | -                                     |                 |                 |
| 10.                   | "Beautiful Day Without You" | 2006            | -                                     |                 |                 |
| Fra Junior            |                             |                 |                                       |                 |                 |
| 11.                   | "Happy Up Here"             | 2009            | -                                     |                 |                 |
| 12.                   | "The Girl and the Robot"    | 2009            | -                                     |                 |                 |
| 13.                   | "This Must Be It"           | 2009            | -                                     |                 |                 |
| Fra Senior            |                             |                 |                                       |                 |                 |
| 14.                   | "The Drug"                  | 2010            | -                                     |                 |                 |
| 15.                   | "Forsaken Cowboy"           | 2011            | -                                     |                 |                 |
| 16.                   | "Running to the Sea"        | 2012            | Feat. Susanne Sundfør                 |                 |                 |
| 17.                   | "Daddy's Groove"            | 2013            |                                       |                 |                 |
| 18.                   | "Ice Machine"               | 2013            |                                       |                 |                 |
| 19.                   | "Twenty Thirteen"           | 2014            | Med Jamie Irrepressible               |                 |                 |
| 20.                   | "Do It Again"               | 2014            | Med Robyn                             |                 |                 |
| 21.                   | "Sayit"                     | 2014            | Med Robyn                             |                 |                 |
| 22.                   | "Monument"                  | 2014            | Med Robyn                             |                 |                 |
| 23.                   | "Monument"                  | 2014            | Med Robyn, The Inevitable End-version |                 |                 |
| 24.                   | "Skulls"                    | 2014            |                                       |                 |                 |
| 25.                   | "Sordid Affair"             | 2014            |                                       |                 |                 |
| 26.                   | "I Had This Thing"          | 2015            |                                       |                 |                 |
| 27.                   | "Never Ever"                | 2016            | Feat. Susanne Sundfør                 |                 |                 |

## Priser
2001
- Spellemannprisen[27]
  - Bedste musikvideo: "Eple"
  - Bedste elektroniske album: Melody A.M.

2002
- Spellemannprisen[28]
  - Bedste musikvideo: "Remind Me"
  - Spellemann Special Award
- MTV Europe Music Awards
  - Bedste musikvideo: "Remind Me"
- Alarmprisen
  - Bedste popalbum: Melody A.M.
  - Bedste house/techno-album: Melody A.M.
  - Bedste sang: "Eple"

2005
- Spellemannprisen
  - Bedste popgruppe

2006
- Alarmprisen[29]
  - Bedste Club-nummer – "The Understanding"